# Kannauj
Kannauj (alternativ stavning Kanooj, äldre variant Kanyakubja, hindi कन्नौज) är en stad i den indiska delstaten Uttar Pradesh, och är administrativ huvudort för distriktet Kannauj. Staden är belägen vid floden Ganges och hade 84 862 invånare vid folkräkningen 2011. Kannauj är en marknadsstad för tobak, parfym och rosenvatten.

## Historia
Staden var av stor betydelse under Guptariket, Harsha Vardhana och Pratiharariket. Sedan Mahmud av Ghazni erövrat staden 1018 och Muhammed av Ghur gjort sammaledes 1194 föll den tillbaka.